# Komunistická strana Řecka

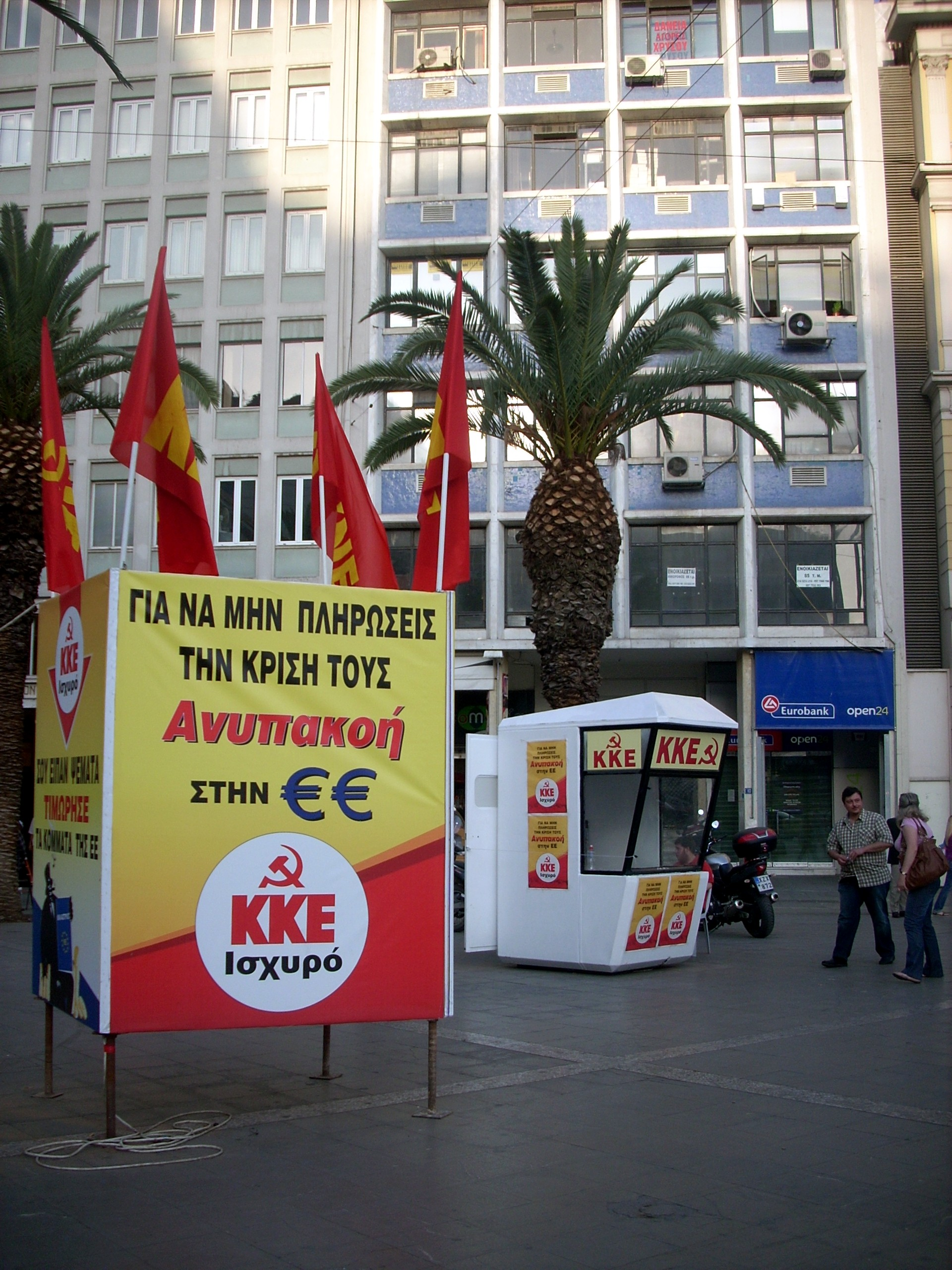
Agitace KKE před volbami 2009

Komunistická strana Řecka (Κομμουνιστικό Κόμμα Ελλάδας, Kommunistikó Kómma Elládas, zkratka KKE) je řecká parlamentní politická strana. Hlásí se k marxisticko-leninské ideologii, usiluje o vystoupení země z Evropské unie a NATO. V červnu 2014 strana opustila celoevropské seskupení Evropská sjednocená levice a Severská zelená levice, kterému vytýká ústup od původních komunistických principů.

## Historie
Stranu založil roku 1918 v Soluni učitel bulharsko-židovského původu Avraam Benaroja pod názvem Socialistická dělnická strana Řecka. V roce 1920 strana vstoupila do Kominterny a roku 1924 přijala současný název. V meziválečném období byla na okraji politického dění, jednak proto, že neuznávala řecký zábor Makedonie a Thrákie, jednak pro četné vnitřní konflikty. V roce 1936 diktátor Ioannis Metaxas stranu zakázal. Za druhé světové války sehráli komunisté a jimi vedená Řecká lidová osvobozenecká armáda (ELAS) významnou roli v protiněmeckém odboji a v říjnu 1944 zasedli zástupci KKE ve vládě osvobozeného Řecka. V prosinci téhož roku však nastala Řecká krize, komunisté bojkotovali volby v březnu 1946 a následovala britská intervence, která přerostla v občanskou válku. V roce 1949 ustala podpora komunistických jednotek ze strany Jugoslávie, mnozí členové strany byli popraveni (Nikos Belojannis) nebo odešli do exilu, převážně do Československa.
KKE byla v Řecku zakázána, řada jejich příslušníků však kandidovala v rámci koalice Spojená demokratická levice (EDA). Za vojenské vlády působila strana v ilegalitě, podporu mezi studenty získávala díky mládežnické organizaci Komunistická mládež Řecka, založené roku 1968. Ve stejném roku se od strany v důsledku invaze vojsk Varšavské smlouvy do Československa odštěpilo eurokomunistické křídlo. Po obnovení demokracie v roce 1974 se KKE stala jednou z nejdůležitějších stran v zemi. V roce 1988 vytvořili komunisté se stranou Řecká levice volební koalici Synaspismos (Spojenectví), která ve volbách v červnu 1989 získala přes třináct procent a komunisté se poprvé v dějinách stali vládní stranou, když vstoupili do velké koalice s Novou demokracií. Koalice se rozpadla v roce 1990.

## Politika
Komunistická strana Řecka je výrazně konzervativní, jako jedna z mála evropských komunistických stran se nedistancovala od stalinismu. SYRIZU označuje za maloburžoazní reformistickou stranu, pro zásadní programové rozpory s ní odmítla vstoupit do vlády po volbách v lednu 2015. Dva poslanci KKE v Evropském parlamentu vystupují jako nezařazení poté, co je ve frakci GUE-NGL nahradili zástupci SYRIZY.
V únoru 2015 navrhli komunisté v řeckém parlamentu hlasování o prodloužení úvěrového programu, které by mohlo vést k vystoupení země z eurozóny.

## Média
Tiskovým orgánem strany je deník Rizostpastis (Radikál), založený roku 1916.

## Volební výsledky (od roku 1974)
- 1974: 9,5 %
- 1977: 9,4 %
- 1981: 10,9 %
- 1985: 9,9 %
- 1989 (červen): 13,1 %
- 1989 (listopad): 11 %
- 1990: 10,3 %
- 1993: 4,5 %
- 1996: 5,6 %
- 2000: 5,5 %
- 2004: 5,9 %
- 2007: 8,2 %
- 2009: 7,5 %
- 2012 (květen): 8,5 %
- 2012 (červen): 4,5 %
- 2015 (leden): 5,5 %
- 2015 (září): 5,6 %
- 2019: 5,3 %
- 2023 (květen): 7,2 %
- 2023 (červen): 7,7 %